# György Albert
Aknaszlatinai György Albert György, születési és 1898-ig használt nevén Gschwandtner Albert (Aknaszlatina, 1862. december 22. – Budapest, 1941. október 13.) magyar okleveles bányamérnök, bányaigazgató.

## Életpályája
Szülei Gschwandtner Albert és Munkátsi Berta voltak. Tanulmányait a selmecbányai Bányászati Akadémián fejezte be 1884-ben. 1887–1890 között a bányaműveléstan-ércelőkészítéstan tanára volt. Az Osztrák-Magyar Államvasúti Társaság bányaigazgatója volt. 1899-ben a Resica melletti Alfréd aknában elsőként alkalmazott hazánkban betont függőleges akna biztosítására. 1910-ben nyugdíjba vonult; ezután mint szakértő dolgozott. 1920-ban a halimbai bauxittelep felfedezőinek egyike.
Kidolgozta a társulat szénbányáinak korszerűsítési tervét. Először használt fel villanyerőt a bányavizek eltávolítására.
Temetése a Farkasréti temetőben történt. (15/1-13/14)

### Családja
Feleségétől, Radig Saroltától (1876–1938) öt lánya és egy fia született:
- György Gizella (1894–1968) Herczegh József (1886–1965) társulati bányamérnök felesége.
- György Mária (1895–1981) Szoboszlay Kornél (1892–1932) bányamérnök és egyetemi tanár felesége.
- György Sarolta (1899–1986) háromszor házasodott.
- György Erzsébet (1901–1967) Mohi Rezső (1888–1981) bányamérnök felesége.
- György Ilona (1904–1983) Mohi Sándor (1891–1963) bányaüzemvezető felesége.
- György Béla (1905–1985) bányamérnök.

## Művei
- Tengermaradvány-e a Balaton? (Földrajzi Közlemények, 1884)
- Mennyiségileg elemző vegytan különös tekintettel a fém- és vaskohó-laboratóriumban előforduló elemzésekre (1894; 2. bővített kiadása: 1907)
- Bauxittelep Halimbán és környékén Veszprém vármegyében (Bányászati és Kohászati Lapok, 1923)